# Giuseppina Bersani
Giuseppina Bersani (Piacenza, Italia; 27 de agosto de 1949-Piacenza, Italia; 3 de febrero de 2023) fue una esgrimidora italiana especialista en florete que participó en los Juegos Olímpicos.

## Carrera
Participó en el evento de florete por equipos en los Juegos Olímpicos de Múnich 1972 donde clasificó a las semifinales luego de ganar su grupo en la primera ronda. En semifinales perdieron ante Hungría por 6-9 y en el enfrentamiento por la medalla de bronce perdieron 7-9 ante Rumania.